# Bundang-gu
Bundang-gu es el mayor y más poblado distrito (gu) de Seongnam, una ciudad importante en Seúl, Corea del Sur. Bundang es una de las zonas más ricas y desarrolladas más alta de Corea del Sur, siendo el primero y más grande de la ciudad completamente artificial de la nación construida a principios de 1990.

## Galería de imágenes

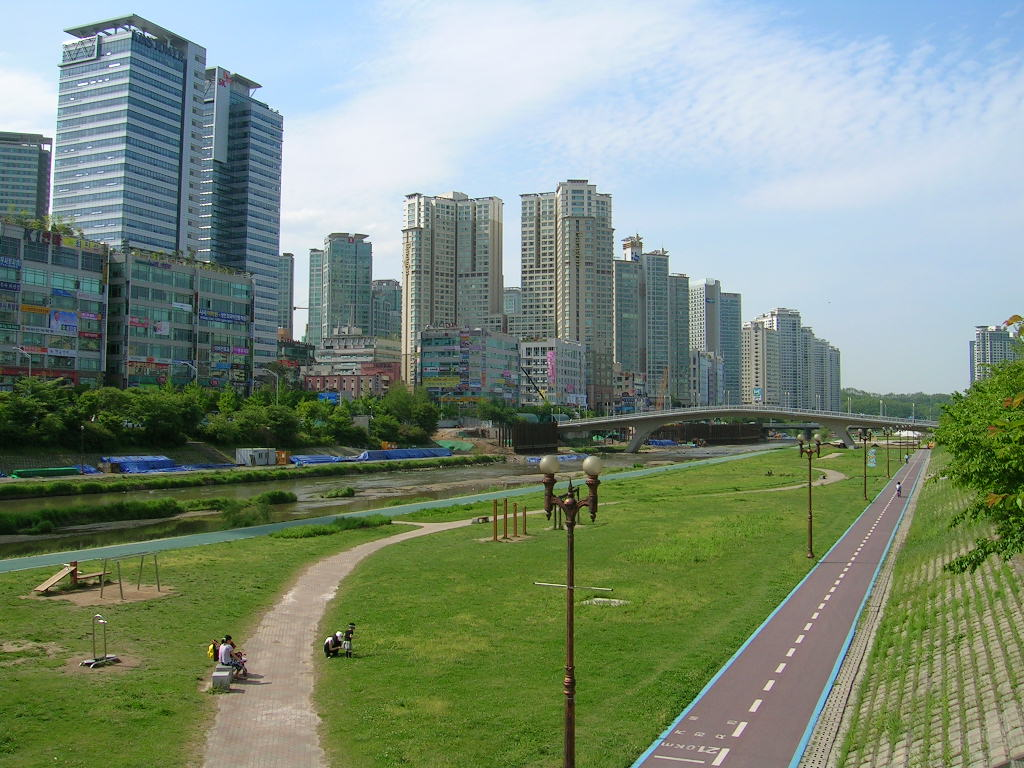
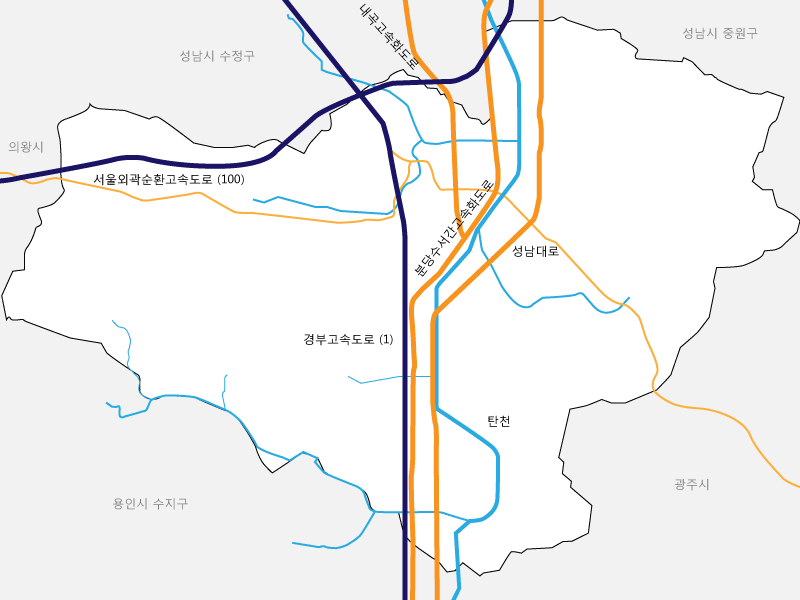
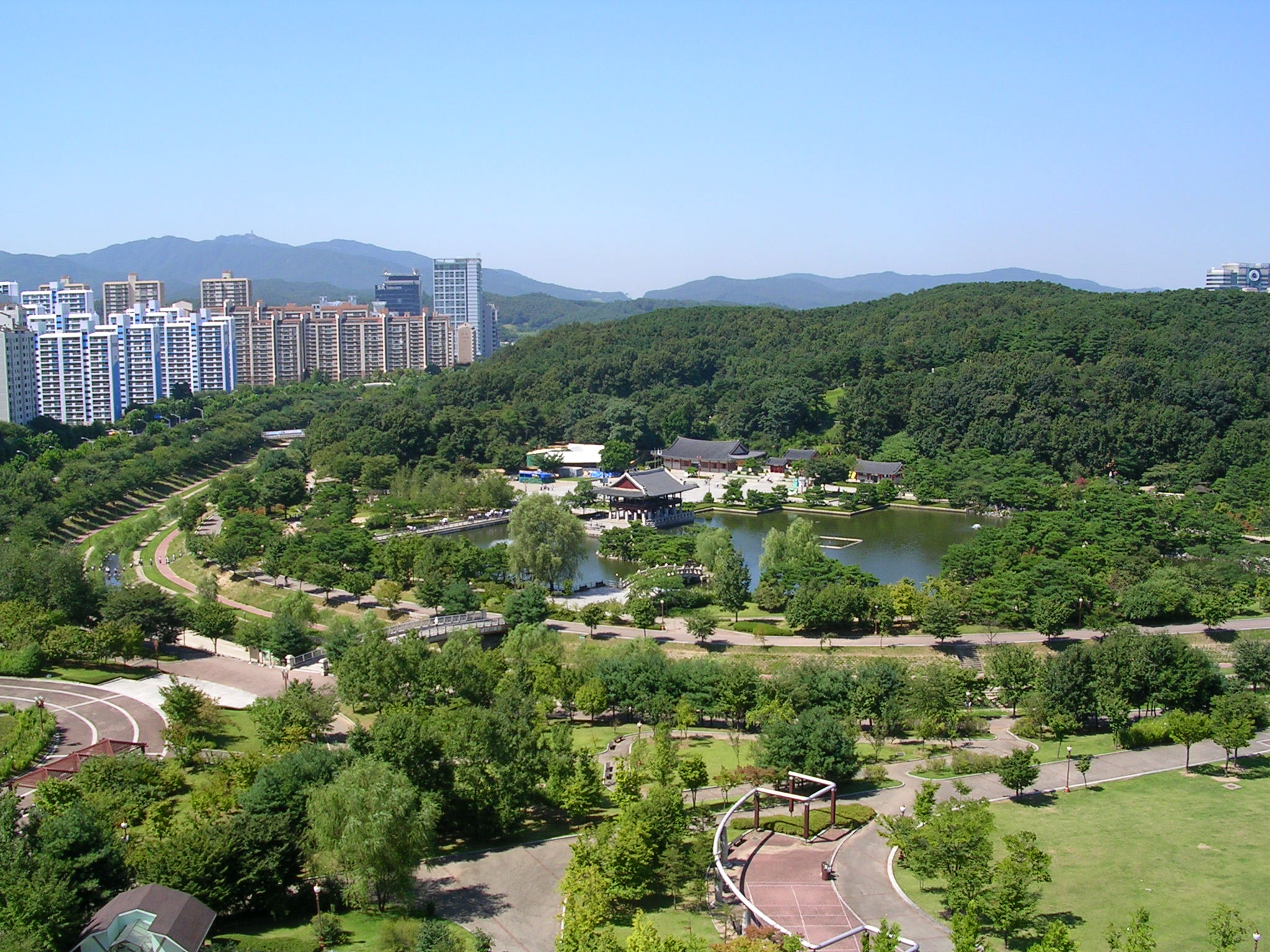

## Administración
- Baekhyeon-dong (백현동)
- Bundang-dong (분당동)
- Gumi-dong (구미동)
- Gumi 1-dong (구미1동) [Dongwon-dong: 동원동]
- Geumgok-dong (금곡동) [Gungnae-dong: 궁내동]
- Imae 1-dong (이매1동)
- Imae 2-dong (이매2동)
- Jeongja-dong (정자동)
- Jeongja 1-dong (정자1동)
- Jeongja 2-dong (정자2동)
- Jeongja 3-dong (정자3동)
- Pangyo-dong (판교동)
- Sampyeong-dong (삼평동)
- Seohyeon 1-dong (서현1동) [Yuldong: 율동]
- Seohyeon 2-dong (서현2동)
- Sunae 1-dong (수내1동)
- Sunae 2-dong (수내2동)
- Sunae 3-dong (수내3동)
- Unjung-dong (운중동) [Unjung-dong, Hasanun-dong, Seogun-dong and Daejang-dong (하산운동, 석운동, 대장동)]
- Yatap 1-dong (야탑1동)
- Yatap 2-dong (야탑2동)
- Yatap 3-dong (야탑3동)